# 아오시마 다쿠마
아오시마 다쿠마(일본어: 青島 拓馬, 1993년 4월 6일 ~ )는 일본의 전 축구 선수이다.

## 구단 경력
그는 2016년부터 2021년까지 J리그의 블라우블리츠 아키타에서 활동하였다.